# АЭС Фарли
АЭС Фарли (Джозеф М. Фарли) (англ. Joseph M. Farley Nuclear Generating Station) — действующая атомная электростанция на юго-востоке США.  
Станция расположена на берегу реки Чаттахучи возле города Дотан (Алабама) в штате Алабама. 

## Информация об энергоблоках
| Энергоблок | Тип реакторов          | Мощность | Мощность | Начало строительства | Физпуск    | Подключение к сети | Ввод в эксплуатацию | Закрытие |
| Энергоблок | Тип реакторов          | Чистый   | Брутто   | Начало строительства | Физпуск    | Подключение к сети | Ввод в эксплуатацию | Закрытие |
| ---------- | ---------------------- | -------- | -------- | -------------------- | ---------- | ------------------ | ------------------- | -------- |
| Фарли-1    | PWR, W (3-loop)        | 874 МВт  | 918 МВт  | 01.10.1970           | 09.08.1977 | 18.08.1977         | 01.12.1977          | —        |
| Фарли-2    | PWR, W (3-loop) DRYAMB | 883 МВт  | 928 МВт  | 01.10.1970           | 05.05.1981 | 25.05.1981         | 30.07.1981          | —        |